# Котович, Валерий Николаевич
Котович Валерий Николаевич (род. 30 мая 1948; Тюлькубасский район, Южно-Казахстанская область Казахская ССР) — казахстанский общественный и политический деятель. Депутат Мажилиса Парламента Республики Казахстан (1999—2011).

## Биография
Котович Валерий Николаевич Родился 30 мая 1948 года в селе Келтемшат Тюлькубасского района Южно-Казахстанской области.
Русский. Отец – Котович Николай Константинович (1924–1968), был шахтером.
Мать – Котович Вера Павловна (1925–2000), была учителем.
В 1976 году окончил Целиноградский строительно-инженерный институт по специальности инженер-механик.

## Трудовая деятельность
С 1964 по 1967 годы — Музыкальный работник детского сада, автослесарь Чимкентской автобазы № 2 г. Степногорск.
С 1969 по 1974 годы — Автослесарь Целинного ГХК, Слесарь, механик Степногорского управления строительства.
С 1974 по 1985 годы — Инструктор, заведующий отделом Степногорского горкома партии.
С 1985 по 1995 годы — Председатель групкома профсоюза ЦГХК (ОАО «КазСаотон»).
С 1995 по 1999 годы — Заместитель председателя ЦК профсоюза работников атомной энергетики, промышленности и смежных отраслей Республики Казахстан.
В настоящее время — Эксперт Департамента законодательства и развития саморегулирования НПП.

## Выборные должности, депутатство
С 1976 по 1986 годы — Депутат Степногорского горсовета.
С 1994 по 1999 годы — Депутат Степногорского городского Маслихата.
С 1999 по 2004 годы — Депутат Мажилиса Парламента Республики Казахстан второго созыва от Аккольский избирательный округ № 2 Акмолинской области, член Комитета по социально-культурному развитию.
С 2004 по 2007 годы — Депутат Мажилиса Парламента Республики Казахстан третьего созыва от Аккольский избирательный округ № 8 Акмолинской области, член Комитета по социально-культурному развитию Мажилиса Парламента Республики Казахстан, член депутатской группы «Достык», заместитель руководителя депутатской группы «Енбек», член депутатской группы «Ауыл».
С 2007 по 2011 годы — Депутат Мажилиса Парламента Республики Казахстан четвертого созыва по партийному списку Народно-Демократической партии «Нур Отан». Секретарь комитета по вопросам экологии и природопользованию.

## Награды и звания
- Медаль «За трудовое отличие» (1974 года СССР)
- Орден Курмет (2004 года)[2]
- Орден «Содружество» (МПА СНГ 2010 года)[3]
- Медаль «За трудовое отличие» (Казахстан) (14 декабря 2018 года)[4][5]
- почётное звание «Почётный гражданин города Степногорска» (2004)
- Почётная грамота Республики Казахстан (13 декабря 2016 года)[6]
- Награждён правительственными и государственными медалями Республики Казахстан.

## Семья
- Женат. Супруга – Котович Валентина Николаевна (1947 г. р.), пенсионерка.
- Сын – Константин (1970 г. р.); дочь – Ольга (1974 г. р.).
- Внуки – Вячеслав, Николай, Екатерина, Лев, Роман.